# Siphonognathus tanyourus
Siphonognathus tanyourus és una espècie de peix pertanyent a la família dels odàcids.

## Descripció
- Pot arribar a fer 11 cm de llargària màxima.[5][6]

## Hàbitat
És un peix marí, costaner, bentònic, demersal i de clima subtropical (32°S-39°S) que viu entre 1 i 19 m de fondària en praderies marines formades per Phyllospora comosa i Ecklonia radiata.

## Distribució geogràfica
Es troba a l'Índic oriental: el sud d'Austràlia (des de l'arxipèlag Recherche -Austràlia Occidental- fins a Wilsons Promontory i Portland -Victòria-).

## Observacions
És inofensiu per als humans.